# پهلوگیری در جزر و مد
پهلوگیری در جزر و مد (انگلیسی: Landing at Low Tide) یک فیلم سیاه و سفید و کمدی به کارگردانی بیرت ایکر است که در سال ۱۸۹۶ منتشر شد.